# Список самых высоких зданий Оклахома-Сити

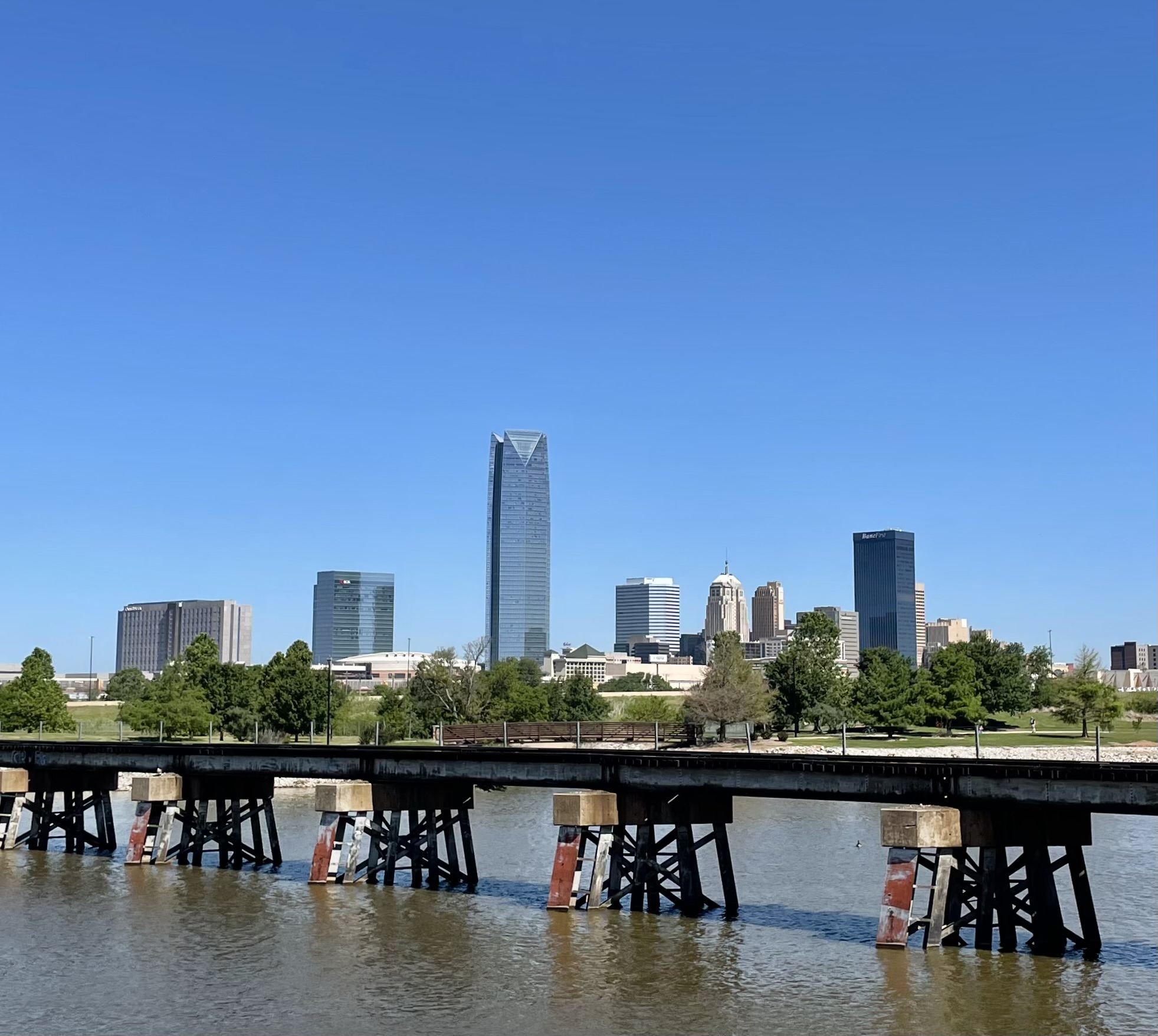
Даунтаун Оклахома-Сити

 Список самых высоких зданий Оклахома-Сити  содержит упорядоченные по высоте высотные здания американского города Оклахома-Сити, штат Оклахома. Высочайшее здание в Оклахома-Сити — 50-этажный Девонский энергетический центр высотой 257 метров, построенный в 2012 году. Второе и третье по высоте здания в Оклахома-Сити — BancFirst Tower и Первый национальный центр. 
Отель Colcord, первый небоскреб Оклахома-Сити, был завершён в 1909 году. Обнаружение нефти в этом районе привело к значительному росту населения города. Это стимулировало расширение городской площади и спровоцировало своеобразную «гонку на вершину», включавшую одновременное строительство Первого национального центра и City Place Tower в центральном деловом районе. Современные небоскребы начали появляться в северной и западной частях Оклахома-Сити, а затем и в его центре. В 1993 году жители города поддержали программу MAPS (Metropolitan Area Projects), которая предусматривала строительство нескольких жилых объектов, а также реставрацию и расширение существующих зданий. Завершённая в 2004 году, данная инициатива стала первой в своём роде для города масштаба Оклахома-Сити.
Девонский энергетический центр превзошел BancFirst Tower, став самым высоким зданием в Оклахома-Сити с высотой 257 метров. Она также заняла первое место по высоте среди зданий штата Оклахома, обогнав BOK Tower в Талсе. Девонский центр, занимающий площадь более 1 800 000 квадратных футов (около 170 000 м²), был возведён с ориентировочной стоимостью строительства в 750 миллионов долларов США.

## Построенные здания
В этом списке перечислены самые высокие здания Оклахома-Сити высотой не менее 61 метров (высота измеряется по высоте верхнего архитектурного элемента, то есть до верхушки шпиля). Элементы, не являющиеся архитектурным продолжением здания, например антенны, не учитываются.
| №  | Название строения                                                                    | Изображение | Высота, м | Этажность | Год постройки | Комментарии | Источники |
| -- | ------------------------------------------------------------------------------------ | ----------- | --------- | --------- | ------------- | --- | --------- |
| 1  | Девонский энергетический центр (Башня Девон) англ. Devon Energy Center (Devon Tower) |             | 305       | 75        | 1982          | Самое высокое здание в штате Оклахома.                                                                                         | [ 1 ]     |
| 2  | BancFirst Tower                                                                      |             | 152,4     | 36        | 1971          | Самое высокое здание в Оклахома-Сити за 40 лет с 1971 по 2011 год                                                              | [ 2 ]     |
| 3  | Первый национальный центр англ. First National Center                                |             | 135       | 33        | 1931          | 7-е по высоте здание в штате Оклахома. Удерживало статус самого высокого здания в Оклахоме и Оклахома-Сити с 1931 по 1971 год. | [ 3 ]     |
| 4  | BOK Park Plaza                                                                       |             | 132       | 27        | 2017          | Новое здание офиса Банка Оклахомы в Оклахома-Сити.                                                                             | [ 7 ]     |
| 5  | Башня Оклахома англ. Oklahoma Tower                                                  |             | 125       | 31        | 1982          | Официально известен как Galleria.                                                                                              | [ 8 ]     |
| 6  | Башня Страта англ. Strata Tower                                                      |             | 119,8     | 30        | 1973          | Главный офис Департамента здравоохранения штата Оклахома.                                                                      | [ 9 ]     |
| 7  | City Place Tower                                                                     |             | 119,2     | 33        | 1931          | Занимало звание самого высокого здания в Оклахома-Сити на короткий период в 1931 году.                                         | [ 10 ]    |
| 8  | Банк Валлианс англ. Valliance Bank Tower                                             |             | 97,8      | 22        | 1984          | Самое высокое здание в городе за пределами центрального делового района.                                                       | [ 11 ]    |
| 9  | Площадь Лидерства англ. One Leadership Square                                        |             | 86,9      | 22        | 1984          | | [ 12 ]    |
| 10 | Башня Арвест англ. Arvest Tower                                                      |             | 85,7      | 16        | 1972          | | [ 13 ]    |
| 11 | Башня Фаундерс англ. Founders Tower                                                  |             | 83,2      | 21        | 1967          | | [ 14 ]    |
| 12 | The Classen                                                                          |             | 83,2      | 21        | 1967          | | [ 15 ]    |
| 13 | 50 Penn Place                                                                        |             | 81,7      | 16        | 1973          | | [ 16 ]    |
| 14 | AT&T Annex                                                                           |             | 80,2      | 15        | 1973          | | [ 17 ]    |
| 15 | Continental Oil Center                                                               |             | 80        | 19        | 1980          | | [ 18 ]    |
| 16 | Мемориальная библиотека Золотой Звезды англ. Gold Star Memorial Library              |             | 78,9      | 18        | 1953          | | [ 19 ]    |
| 17 | Капитолий штата Оклахома англ. Oklahoma State Capitol                                |             | 77,7      | 5         | 1917          | | [ 20 ]    |
| 18 | Union Plaza                                                                          |             | 76,8      | 18        | 1982          | | [ 21 ]    |
| 19 | Давелл центр англ. Dowell Center                                                     |             | 74        | 20        | 1927          | | [ 22 ]    |
| 20 | Башня Ридженси англ. Regency Tower                                                   |             | 72,5      | 24        | 1966          | | [ 23 ]    |
| 21 | AT&T Building                                                                        |             | 72,2      | 16        | 1928          | | [ 24 ]    |
| 22 | Площадь Лидерства англ. Leadership Square                                            |             | 68,3      | 16        | 1984          | | [ 25 ]    |
| 23 | Omni Oklahoma City                                                                   |             | 65        | 17        | 2021          | | [ 26 ]    |
| 24 | Corporate Tower                                                                      |             | 63,4      | 14        | 1980          | | [ 27 ]    |
| 25 | American Assurance Fidelity                                                          |             | 63,4      | 12        |               | | [ 28 ]    |
| 26 | Гранд-отель Wyndham англ. Wyndham Grand Hotel                                        |             | 61        | 15        | 2000          | | [ 29 ]    |

## Строящиеся здания
Список включает здания, которые находятся в стадии строительства в Оклахома-Сити и планируются с высотой не менее 30 метров.
| № | Название строения   | Высота, м | Этажность | Год постройки | Комментарии                                 | Источники |
| - | ------------------- | --------- | --------- | ------------- | ------------------------------------------- | --------- |
| 1 | The Citizen         | 54        | 12        | 2025          | Спроектировано Allford Hall Monaghan Morris | [ 30 ]    |
| 2 | Convergence         | 43        | 9         | 2024          | Спроектировано FSB Architects               | [ 31 ]    |
| 3 | OKANA Hotel         | 42        | 11        | 2025          | Спроектировано ADCI                         | [ 32 ]    |
| 4 | Lively Hotel at OAK | 33        | 8         | 2024          | —                                           | [ 33 ]    |

## Хронология высочайших зданий Оклахома-Сити
| Название                                                                             | Изображение | Высота, м | Этажность | Период    | Источники |
| ------------------------------------------------------------------------------------ | ----------- | --------- | --------- | --------- | --------- |
| Colcord Hotel                                                                        |             | 44,2      | 14        | 1909–1923 | [ 34 ]    |
| 100 Park Avenue Building                                                             |             | 48,8      | 12        | 1923–1927 | [ 35 ]    |
| Dowell Center англ. Dowell Center                                                    |             | 64        | 18        | 1927–1928 | [ 22 ]    |
| Southwestern Bell Telephone Building                                                 |             | 72,2      | 16        | 1928–1931 | [ 36 ]    |
| City Place Tower                                                                     |             | 119,2     | 33        | 1931      | [ 10 ]    |
| Первый национальный центр англ. First National Center                                |             | 136       | 33        | 1931–1971 | [ 3 ]     |
| BancFirst Tower                                                                      |             | 152,4     | 36        | 1971–2011 | [ 2 ]     |
| Девонский энергетический центр (Башня Девон) англ. Devon Energy Center (Devon Tower) |             | 257,6     | 52        | 2011–н.в. | [ 1 ]     |

## Комментарии
1. ↑  Согласно британской и американской системам измерения, 200 футов равны 61 метру.